# Tecnología dura

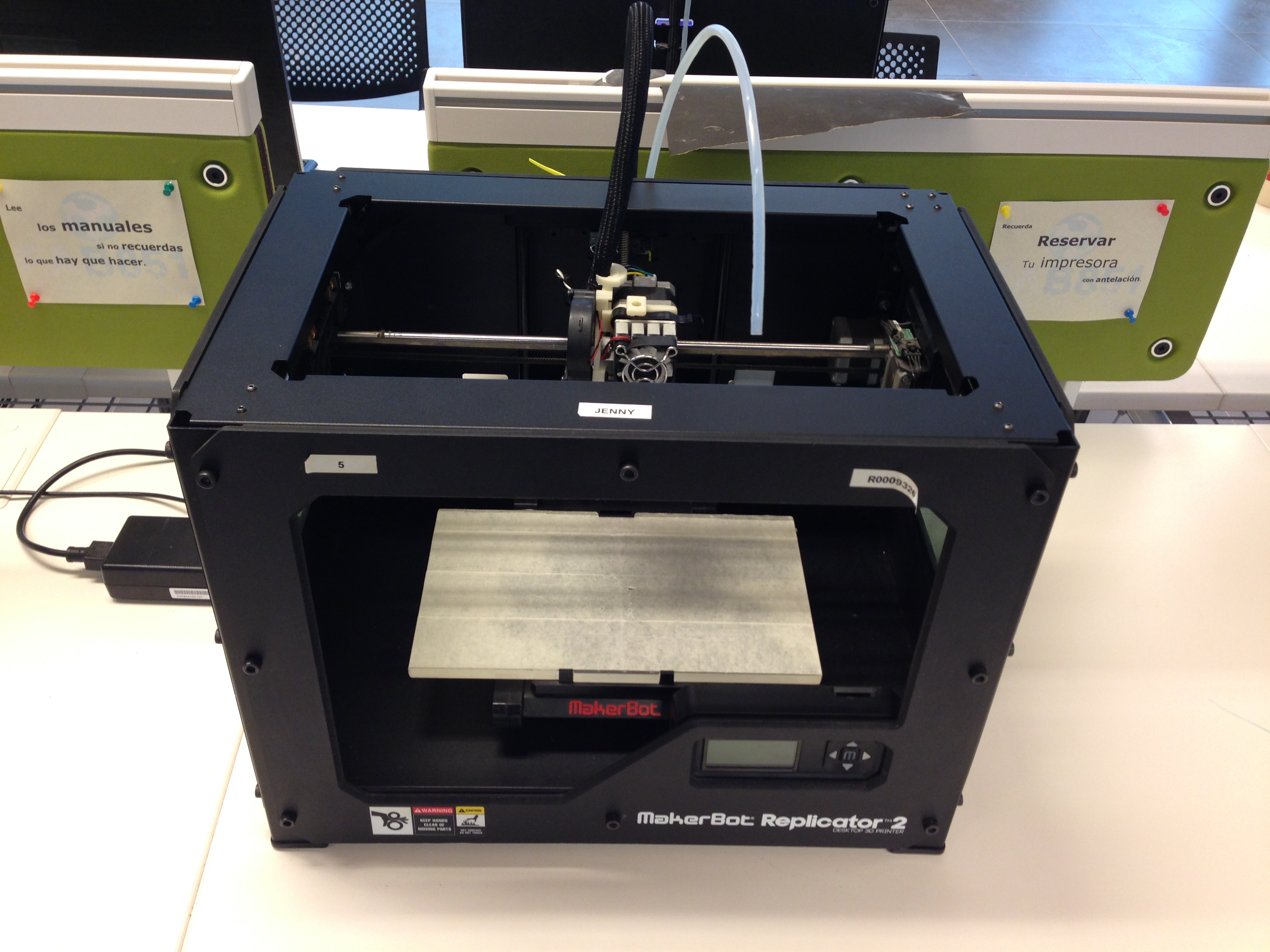
Impresora 3D de resolución 0.25 mm

La tecnología dura es una clasificación de la tecnología (usada también dentro de la tecnología adecuada o intermedia) que se refiere a aquella que es capaz de transformar los materiales para producir y construir objetos o artefactos. De lo anterior cabe destacar que las consideraciones éticas y morales no son parte de la tecnología dura. Sin embargo, no puede existir sin que exista la tecnología blanda previamente, y ambas afectan a la condición humana.
Por tecnología dura, se puede entender de forma más específica como maquinaría, hardware, etc. las cuales hacen el trabajo más eficaz y propicia la generación de productos y servicios con mejor calidad, novedad e integridad.

## Consideraciones de la tecnología dura
Si bien la tecnología ha cambiado con el paso del tiempo, las personas deben ir adaptándose, y por ende, tienen que considerar la tecnología dura como un elemento estratégico de diferenciación en este mundo cambiante. Es por esto que debemos considerar en la tecnología ciertas características para que se identifique como tal:
1. Debe ser innovadora: Implica que la tecnología debe ser de vanguardia en el momento de su creación, o dicha de otra manera, creada antes de tiempo y que las personas no estén a un nivel superior para ponerla en práctica.
2. Debe conjugar con la economía de la obsolescencia: Implica que con el paso del tiempo pueden ir perdiendo su valor por causas fuera de la propiedad en sí misma.
3. Debe ser novedosa: Implica que la tecnología en sí es nueva y reciente. La novedad es una norma de facto en todas las estrategias de negocios, por lo tanto, sin ella somos más de lo mismo. Esto va de la mano con innovación.
4. Debe caracterizarse por su rápida velocidad: La tecnología cambia y evoluciona muy rápido lo cual genera que la obsolescencia de dicha tecnología se acelere si no hay mantenimiento.
5. Debe estar bajo mantenimiento: Los constantes cambios en la vida generan adaptaciones de las cuales la tecnología no puede quedar fuera.

## Tecnología dura sobre la base de su producción
La tecnología dura se clasifica sobre la base de su producción. Entonces, se tiene una clasificación de dos tipos:

### Producción sobre la base de procesos químicos y biológicos
Estos procesos juegan un rol importante en el aprovechamiento de biomasa forestal, algal y agrícola. Dentro de estos procesos, encontramos elementos fundamentales que permiten conectar sectores industriales que antes se desarrollaban por separado, entregando plataformas comunes para satisfacer distintas aplicaciones de mercado. Dentro de este tipo de producción encontramos:
- Uso de herramientas.
- Uso de máquinas.
- Automatización.
- Dispositivos mecánicos y automáticos.
- Sistemas integrados de fabricación.

### Producción sobre la base de acciones físicas sobre la materia
La base de esta producción es generar cambios físicos en algo para crear un producto diferente. Algunos ejemplos de este tipo de producción son:
- Producción de energía (las más usadas son en la energía eléctrica, termoeléctrica, hidroeléctricas, solar, eólica)
- Tecnología nuclear (las más destacadas son la energía nuclear, la medicina nuclear y las armas nucleares)
- Agropecuaria
- Biotecnología

## Ejemplos de tecnología dura
Aparatos tecnológicos más conocidos

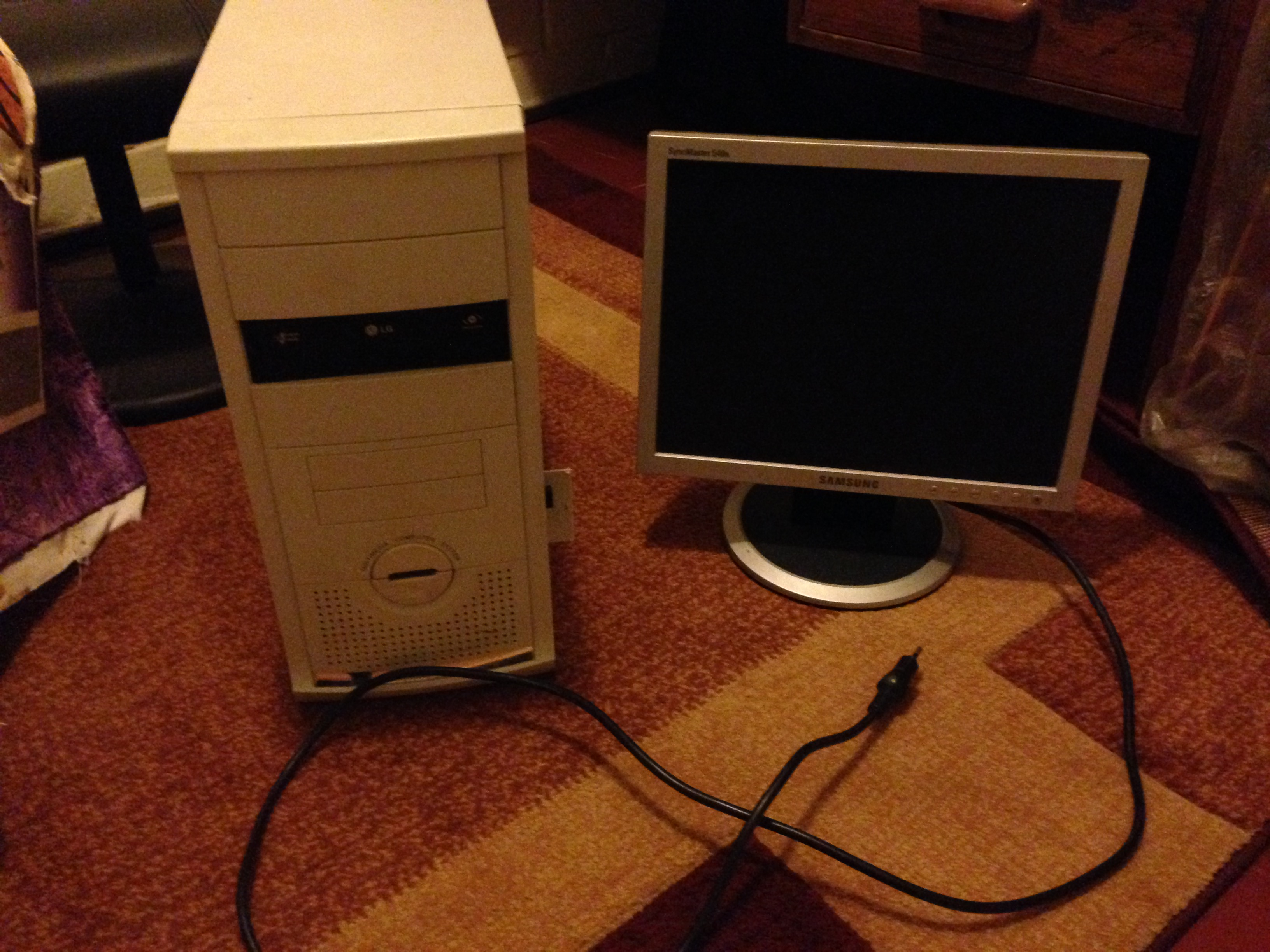
Computador hardware

1. Hardware de computador: Tecnología creada en 1960, el cual corresponde a la parte física de un computador (También hace referencia al cableado, circuitos, entre otros. Igualmente, se consideran elementos externos como la impresora, el mouse, el teclado, el monitor y demás periféricos). Está marcada por la conversión desde el tubo de vacío a los dispositivos de estado sólido como el transistor y posteriormente el circuito integrado.
2. Teléfono celular: Tecnología creada en 1923. En un primer momento fue utilizada para comunicación marítima, pero a partir de la década de 1920 comenzaron los intentos de aplicarla también a la comunicación móvil en tierra". En la actualidad, es uno de los medios de comunicación instantáneo más utilizado por las personas.Radio modelo antiguo

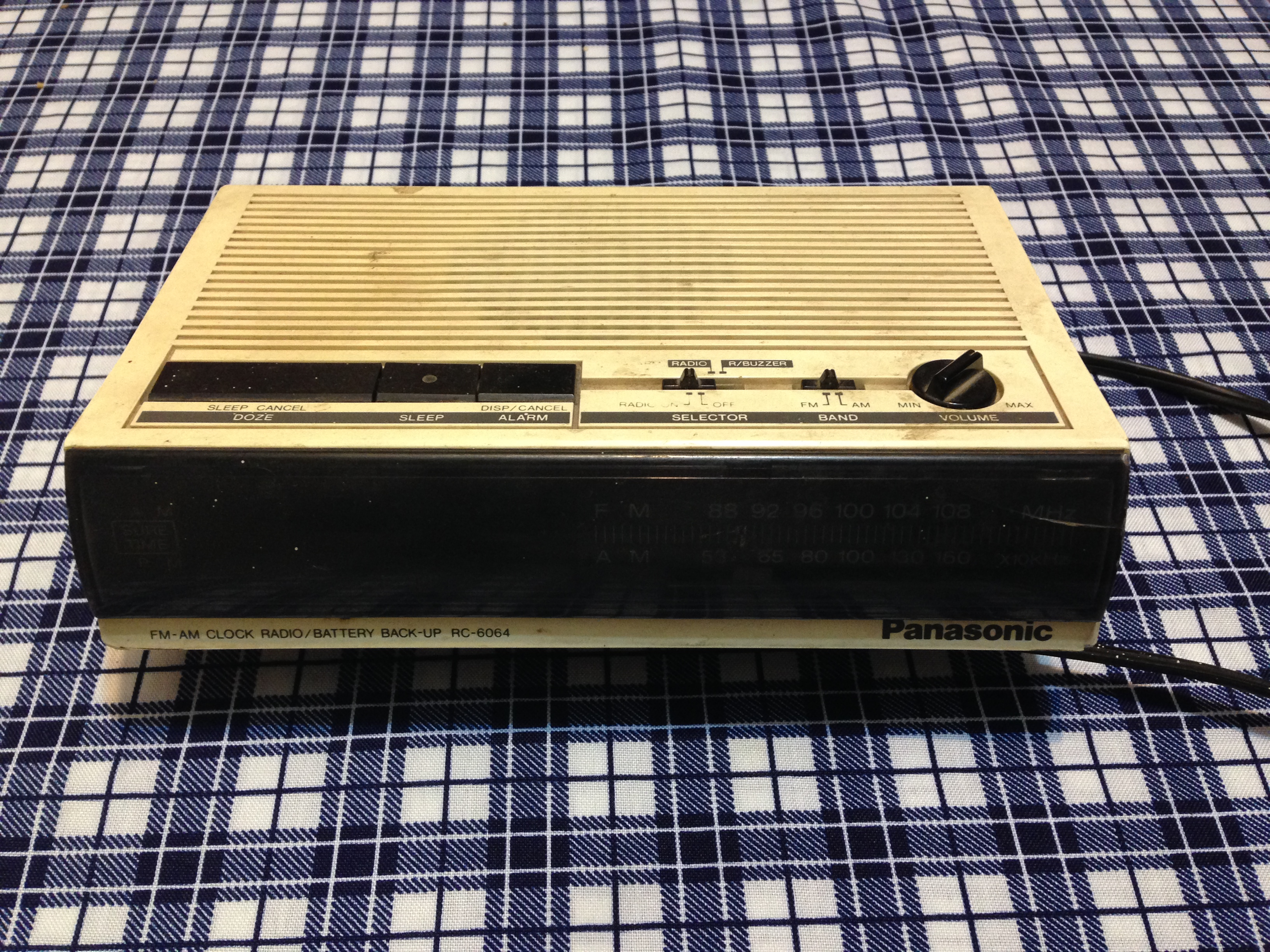
Radio modelo antiguo

3. Radio: Tecnología creada en 1901, a partir de un diseño de Nikola Tesla. Se convirtió en un medio de comunicación masivo.
4. Equipos y máquinas de producción: La aparición de esta tecnología se da en la Revolución industrial durante el siglo XIX. Se consideran todos los que están en la parte de producción dentro de una compañía y que transforman los insumos en productos. Estas máquinas aportan en industrias textiles, mecanización, entre otros.
5. Procesos: Implica un conjunto de actividades mutuamente relacionadas que al interactuar generan resultados. Algunos ejemplo considerados son proceso productivo, proceso de negocios, proceso de fabricación, etc.
6. Insumos y materia prima: Cuando se habla de materia prima, se alude a toda la materia extraída de la naturaleza y que puede transformarse o convertirse en un bien de consumo. Por otro lado, el insumo también puede ser una materia prima o un subproducto que se procesa y se convierte en un bien final. Un ejemplo de materia prima es la madera y un ejemplo de subproducto es la rueda de un automóvil.
7. Transporte: Este tipo de tecnología viene de la prehistoria, donde el ser humano se ha encargado de ir adaptando tal tecnología de acuerdo a sus necesidades. Primero partió con tecnología terrestres (la rueda, el auto, el tren, etc.), luego acuática (como los botes) y luego aérea (como los aviones). El transporte se ha convertido en una tecnología fundamental para el diario vivir de las personas, reflejándose en los viajes que se realizan a diario para estudiar, trabajar o simplemente conocer un nuevo lugar.
8. Impresora: En 1984 se crea la impresora de inyección de tinta, pero con algunas adaptaciones y avances se logró crear en 1992 la primera impresora 3D. Esto revoluciona no solamente a la ingeniería, sino también a la medicina, porque en estos últimos años se ha logrado imprimir órganos con células madres.

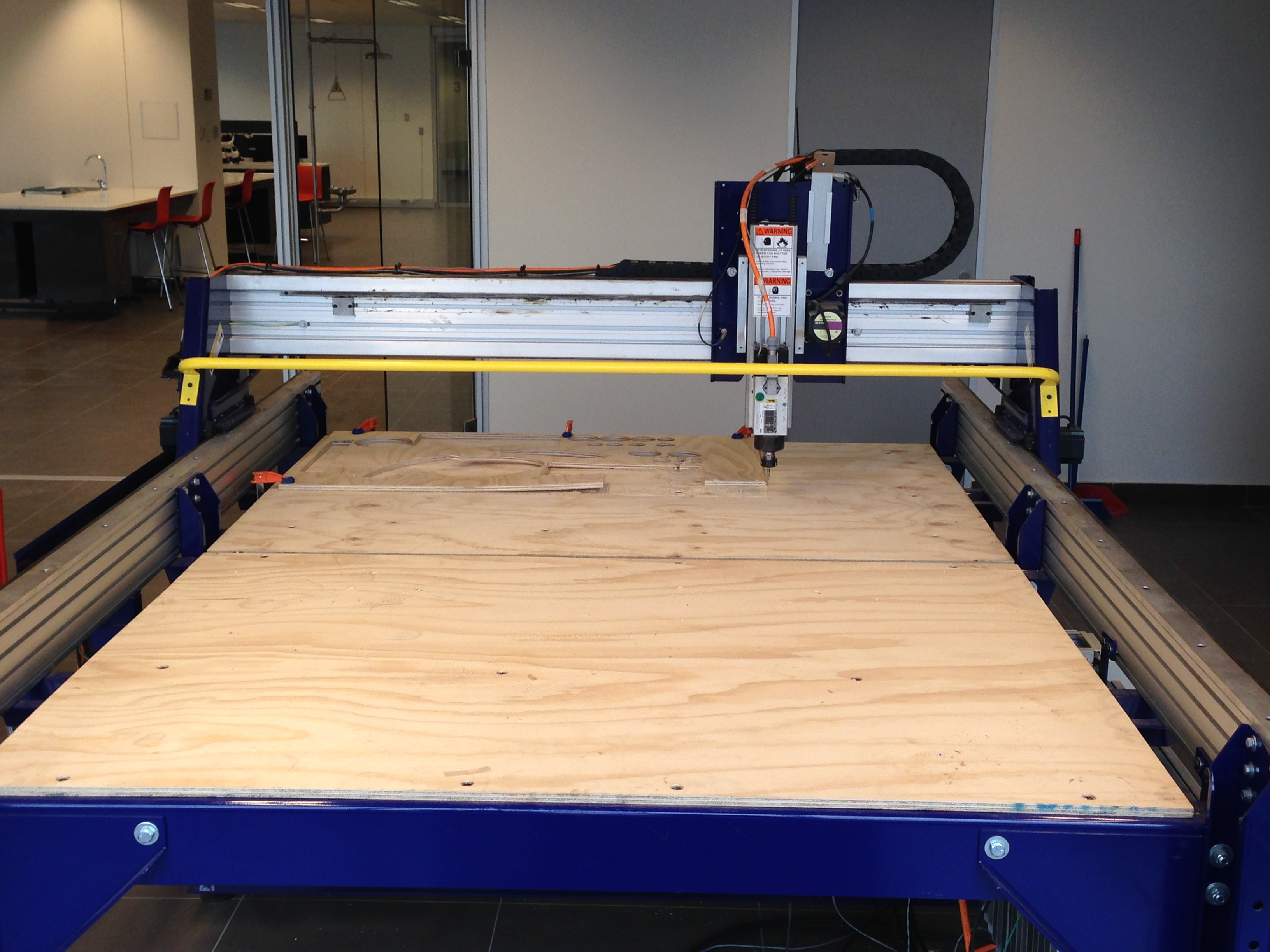
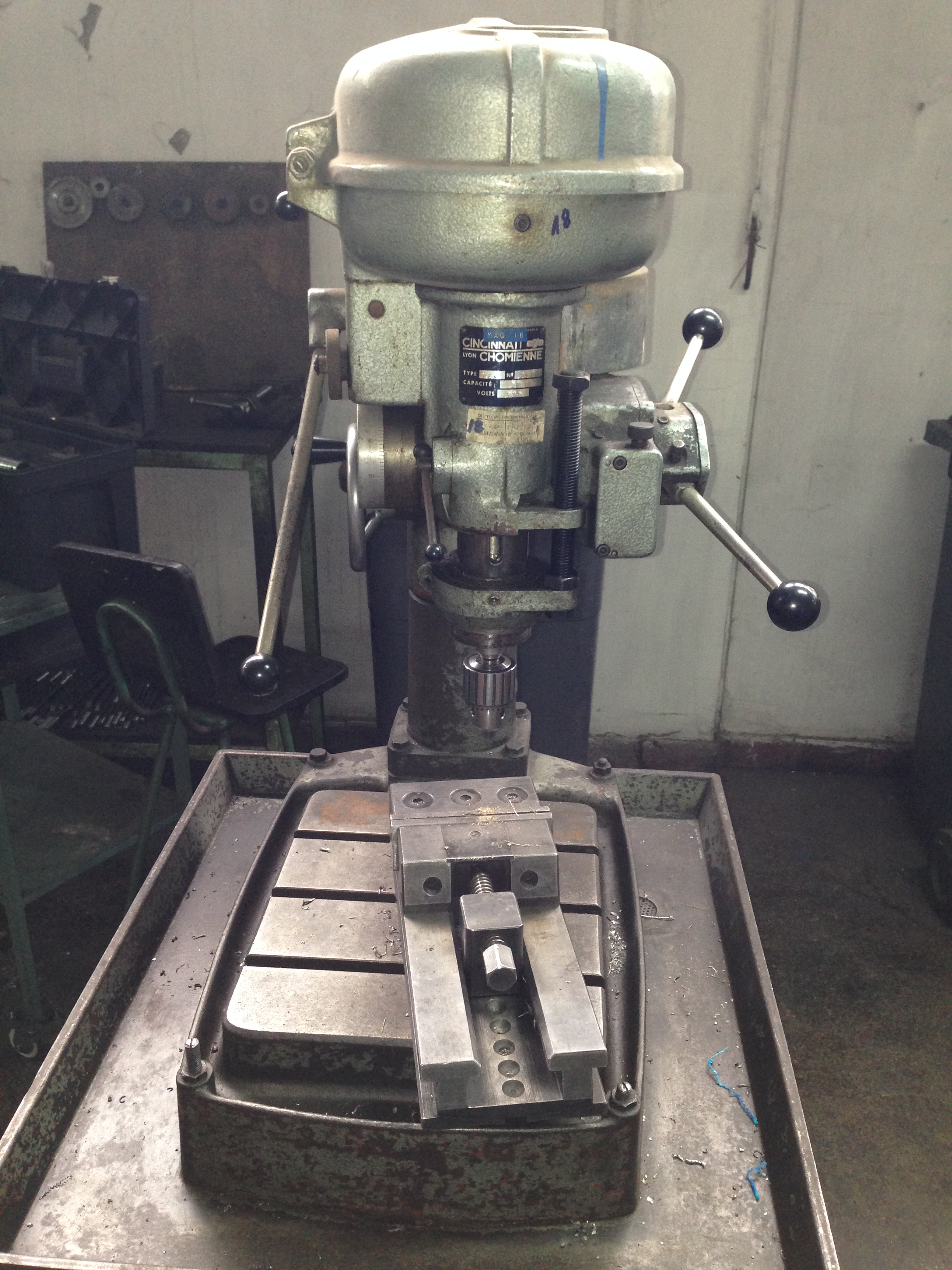